# Steinbach (França)
Steinbach (en alsacià Staibàch) és un municipi francès, situat a la regió del Gran Est, al departament de l'Alt Rin. L'any 2004 tenia 1.290 habitants.

## Demografia
| 1962 | 1968 | 1975  | 1982  | 1990  | 1999  |
| ---- | ---- | ----- | ----- | ----- | ----- |
| 827  | 904  | 1.031 | 1.186 | 1.149 | 1.272 |

## Administració
| Període | Identitat    | Partit |
| ------- | ------------ | ------ |
| 2001-   | Pierre Hanss |        |